# Nyírmeggyes
Nyírmeggyes ist eine ungarische Gemeinde im Kreis Mátészalka im Komitat Szabolcs-Szatmár-Bereg.

## Geografische Lage
Nyírmeggyes liegt sieben Kilometer südwestlich der Kreisstadt Mátészalka. Nachbargemeinden sind Hodász und Nyírkáta.

## Sehenswürdigkeiten
- János-Arany-Büste, erschaffen von Tamás Varga
- Kirschfestival (Meggyfesztivál)
- Reformierte Kirche
- Römisch-katholische Kirche Szentháromság
- Weltkriegsdenkmal (I. világháborús emlékmű)

## Gemeindepartnerschaft
- Seini, Rumänien

## Söhne und Töchter der Gemeinde
- Mihály Czine (1929–1999), Literaturhistoriker
- Géza Török (* 1954), Dirigent
- Ildikó Szondi (* 1955), Rechtswissenschaftlerin

## Verkehr
Durch Nyírmeggyes verläuft die Hauptstraße Nr. 471. Es bestehen Busverbindungen nach Mátészalka sowie nach Hodász und Nyírkáta. Der am nördlichen Rand des Ortes gelegene Bahnhof ist angebunden an die Eisenbahnstrecken von Nyíregyháza nach Mátészalka und von Debrecen nach Fehérgyarmat.